# Ursino (antipapa)
Ursino o Ursicino. Antipapa de la Iglesia católica entre 366 y 367,
De origen romano, era diácono de la Iglesia romana cuando se negó a reconocer al papa elegido Dámaso I y se autoproclamó obispo de Roma en 366. El emperador Valentiniano reconoció a Dámaso y desterró a Ursino a Colonia en 367, por lo que San Dámaso quedó como sumo pontífice, y, aunque posteriormente Valentiano les permitió volver a Milán, dos meses más tarde les prohibió totalmente volver de nuevo a Roma o su entorno. De esta forma, los partidarios del antipapa se reunieron en Milán junto a los arrianos y continuaron pretendiendo su sucesión y persiguiendo a Dámaso hasta la muerte de Ursicino. 
De esta forma, los partidarios del antipapa lanzaron una acusación de adulterio que fue presentada contra Dámaso en el 378 en la corte imperial pero fue exonerado, primero, por el propio Emperador Graciano y después por un sínodo romano de cuarenta y cuatro obispos que además excomulgó a los acusadores.
A la muerte de Dámaso I en 384 intentó nuevamente asumir el papado, pero el emperador Valentiniano II lo desterró en forma perpetua en 385.